# The Games Factory
The Games Factory (abrégé en TGF) est un logiciel permettant de développer des jeux vidéo sous Windows. L'entreprise à l'origine de ce logiciel est Clickteam (en).

## Versions
- Standard : le logiciel offre la possibilité de compiler ces jeux en exécutable Windows *.exe. Cependant un message s'affiche à la fermeture de l'application indiquant que celle-ci a été créée avec TGF et qu'il est impossible de vendre l'application.
- Pro : offre les mêmes possibilités que la version standard mais permet au créateur d'une application de vendre cette dernière. À contrario de la version standard, aucun message n'est affiché à la fermeture d'une application compilé avec cette version de TGF.
- Démonstration : cette version permet de tester le logiciel. Cependant la fonction de compilation est désactivé et l'utilisation de cette version est limité à 30 jours d'essai.

### The Games Factory 2
The Games Factory  n'est plus couramment utilisé et n'est plus mis à jour. Il a été remplacé par The Games Factory 2 qui est  en fait une version limitée de Multimedia Fusion 2. 
Les limitations par rapport  Multimedia Fusion sont :
- l'impossibilité d'utiliser d'autres objets que ceux fournis avec le programme ;
- le non-support du canal alpha, et des formats .avi et .ogg ;
- le nombre plus faible d'objets fournis par défaut ;
- la publicité affichée à la fermeture du programme.

## Particularités
- Aucune connaissance dans un langage de programmation n'est requise. Le développement d'un jeu est axé autour d'un système de conditions et d'actions. Ce principe de fonctionnement en fait un logiciel idéal pour les débutants.

- Il est possible d'étendre les possibilités du logiciel en utilisant des sortes de plugin appelé « extensions ». Elles couvrent un large champs de fonctionnalités et sont développées aussi bien par Clickteam que par des développeurs amateurs de la communauté utilisant le logiciel.